# Delingen af Cypern
Delingen af Cypern (græsk: Διχοτόμηση της Κύπρου, tyrkisk: taksim, fransk: la partition de Chypre) også kaldet Cypern-konflikten og Cypern-spørgsmålet, vedrører de facto-delingen af øen i tre særskilte enheder - geografisk, kulturelt og politisk.
Siden sommeren 1974 har en demarkationslinje adskilt:
- EU-medlemmet Republikken Cypern - hvor flertallet af indbyggerne tilhører den etnolingvistisk gruppe, græsk-cyprioter, hvoraf næsten 790.000 indbyggere i 2006 var fordelt på 5.510 kvadratkilometer. De taler sproget græsk-cypriotisk.
- Den Tyrkiske Republik Nordcypern, ofte kaldet Nordcypern, der kun er anerkendt af et land: Tyrkiet. Nordcyperns befolkning består hovedsagelig af tyrkere og tyrkisk-cyprioter (ca. 265.000 indbyggere i 2006 fordelt over 3.355 kvadratkilometer), der taler tyrkisk og tyrkisk-cypriotisk.

Øen havde gennemgået en periode med osmannisk politisk og kulturel dominans, hvor et betydeligt antal tyrkere immigrerede. Så tidligt som i 1931, udbrød der oprør - Oktovriana (græsk: Οκτωβριανά) - mod Storbritanniens overherredømme. I 1950 blev den første folkeafstemning afholdt, om at knyttes til Grækenland, men resultatet blev ikke taget til følge af Storbritannien.
Trods øens selvstændighed i 1960, og forsøg på at danne en bi-communautaire-regering, nåede spændinger mellem de to etniske grupper højdepunktet, ved kupforsøget i 1974 og den tyrkiske indgriben deraf.

## Forskellige aspekter af delingen af øen
Med etableringen af de to stater og en etablering af "Den grønne linje", er de to samfund fysisk adskilt.

### Demografisk og geografisk fordeling
Siden 1975 dækker Republikken Cypern et område på den sydlige del af øen, dvs. to tredjedele af det samlede areal. Denne del af landet har 885.600 indbyggere, 94,9 procent af dem er af græsk-ortodoks oprindelse, 0,3 procent af tyrkisk oprindelse og 4,8 procent af arabisk, maronitisk, armensk eller europæisk oprindelse. De største byer er Nicosia-Syd (166.000 indbyggere, på Republikken Cyperns side), Limassol, Larnaca og Paphos.
Nordcypern dækker den nordlige del af øen, altså en tredjedel af det samlede areal. Denne del af landet har 286.000 indbyggere (2011 folketælling), 97,7% af dem er af tyrkisk og muslimsk oprindelse, 2,1% af græsk oprindelse og 0,2% af maronitisk eller armensk, arabisk oprindelse.
De største byer er Nicosia-Nord (50.000 indbyggere på Nordcyperns side), Famagusta, Lefke og Kyrenia.
Antallet af tyrkiske bosættere er (pr. 2003) 115.000. I stor grad kommer bosætterne fra Anatolien, en af Tyrkiets fattigste regioner.
Antallet af tyrkisk-cyprioter er reduceret fra 118.000 i 1974 til 87.600 i 2001, ifølge en rapport fra Europarådet.
Byen Nicosia (græsk Nicosia (Λευκωσία) og tyrkisk Lefkoşa, efter navnet på dets grundlægger Lefkon) er den eneste europæiske hovedstad som er de jure hovedstad for to stater, og som er opdelt militært af en fredsfremtvingende styrke. Styrken, UNFICYP, opererer (pr. 2017) som en fredsbevarende styrke, og er placeret i bufferzonen. (FN har de jure kontrol over 3 % af øen.)

#### Fordrivelse fra hjemsted
Antallet som blev fordrevet [fra sit hjemsted] mellem 1954 og 1974, på grund af etniske sammenstød er: Mellem 150.000 og 200.000 græsk-cyprioter og mellem 35.000 og 60.000 tyrkisk-cyprioter. Det svarer til 30% og 40% af det græsk-cypriotiske samfund på øen, og mellem 30 og 50% af det tyrkisk-cypriotiske samfund på øen i 1974.
I tillæg til disse forskydninger af befolkningsgrupper på øen, har der været en væsentlig indvandring af tyrkere siden 1975, der fundamentalt har ændret den kulturelle identitet af den nordlige del af øen; og der har været en cypriotiske emigration, hovedsagelig til Grækenland, Tyrkiet og Storbritannien, af kulturelle og historiske årsager, og emigration til Nordamerika, Australien, Afrika og (andre) europæiske lande..

### Kulturel og etnolingvistisk mangfoldighed
Den etniske, kulturelle, sproglige og religiøse mangfoldigheden på Cypern har længe været formet af den flerkulturelle sammenblanding, i løbet af forskellige perioder med invasion, udveksling og besættelse af øen. Under den osmanniske æra (1571-1878), boede alle øens samfund sammen uden en kollektiv identitet tilhørende alle de oprindelige befolkningsgrupper. Under den britiske besættelsesperiode (1878-1960), blev spændingerne mellem forskellige etniske grupper forværret af kolonimagtens anstrengelser for at bevare sin suverænitet over øen; etniske spændinger deraf eksisterer stadig.
På øens sydlige del - Republikken Cypern - er tyrkisk stadig et officielt sprog (i lighed med engelsk og græsk) jævnfør grundloven (fra 1960). I statsforvaltningen (i syd) er tyrkisk ikke længere i anvendelse på grund af fraværet af tyrkisk-cyprioter i statsapparatet. Det samme gælder indenfor uddannelse, hvor kun få skoler tilbyder kurser i andre sprog end græsk, engelsk, fransk eller tysk. Minoriteter kan frit bruge deres sprog i private kredse; i offentligheden bliver græsk anvendt.
Indbyggerne på den sydlige del af øen, hører i stor grad til den græsk-ortodokse konfession; indbyggerne er i stor grad medlemmer af Den ortodokse kirke på Kypern. Grundloven garanterer religionsfrihed - det er grunden til at moskeer og synagoger er blevet bygget på denne side af grænsen.
I Den Tyrkiske Republik Nordcypern findes kun et officielt sprog - tyrkisk. Ligeledes er uddannelse, retsvæsen og medier hovedsageligt tyrkisk. Den tyrkisk-cypriotiske regerings politik har i løbet af de sidste tredive år været at re-konvertere eller ødelægge spor af hellenistiske civilisationer, og at assimilere minoriteter, nogle gange med magt, for at få et ensproget og monokulturelt territorium.
Den nordlige del af øen er overvejende sunnimuslimsk og består hovedsagelig af tyrkisk-cyprioter og tyrkiske bosættere fra Anatolien efter 1974, samt nogle græsk-cyprioter der forblev (i den nordlige del af øen). I 2001 blev anslået et antal: 87.600 tyrkisk-cypriotere og 115.000 tyrkere. ( Senere mandtal på bosættere, er mellem 30.000 og 115.000 ifølge pressen og cypriotiske, tyrkiske og (andre) europæiske statslige organer.)
Mange tyrkisk-cyprioter kan tale, eller forstå græsk, men statistiske data mangler. På den anden side, taler et stort antal græsk-cyprioter tyrkisk.

## Fredsforhandlinger siden 2014
Fredssamtaler startede igen i 2014. Den 26. maj 2017 skrev medierne, at FNs spesialudsending Espen Barth Eide havde opgivet at arrangere et topmøde mellem lederne Mustafa Akinci og Nicos Anastasiades. Den 4. juni 2017 mødtes de to ledere med Antonio Guterres;
De to (kypriotiske) ledere planlagde at mødes til forhandlinger d. 28. juni, i Crans-Montana i Svejts.